# Larreule (Hautes-Pyrénées)
Larreule (okzitanisch La Reula) ist eine französische Gemeinde mit 382 Einwohnern (Stand 1. Januar 2022) im Département Hautes-Pyrénées in der Region Okzitanien (vor 2016: Midi-Pyrénées). Sie gehört zum Arrondissement Tarbes und zum Kanton Val d’Adour-Rustan-Madiranais.
Die Einwohner werden Larreulais und Larreulaises genannt.

## Geographie
Larreule liegt circa 24 Kilometer nördlich von Tarbes in der historischen Provinz Bigorre an der Grenze zum Département Pyrénées-Atlantiques.
Umgeben wird Larreule von den sechs Nachbargemeinden:
| Lahitte-Toupière                                     |                                             | Maubourguet |
| Monségur (Département Pyrénées-Atlantiques)          | Kompassrose, die auf Nachbargemeinden zeigt |             |
| Labatut-Figuières (Département Pyrénées-Atlantiques) | Caixon                                      | Nouilhan    |

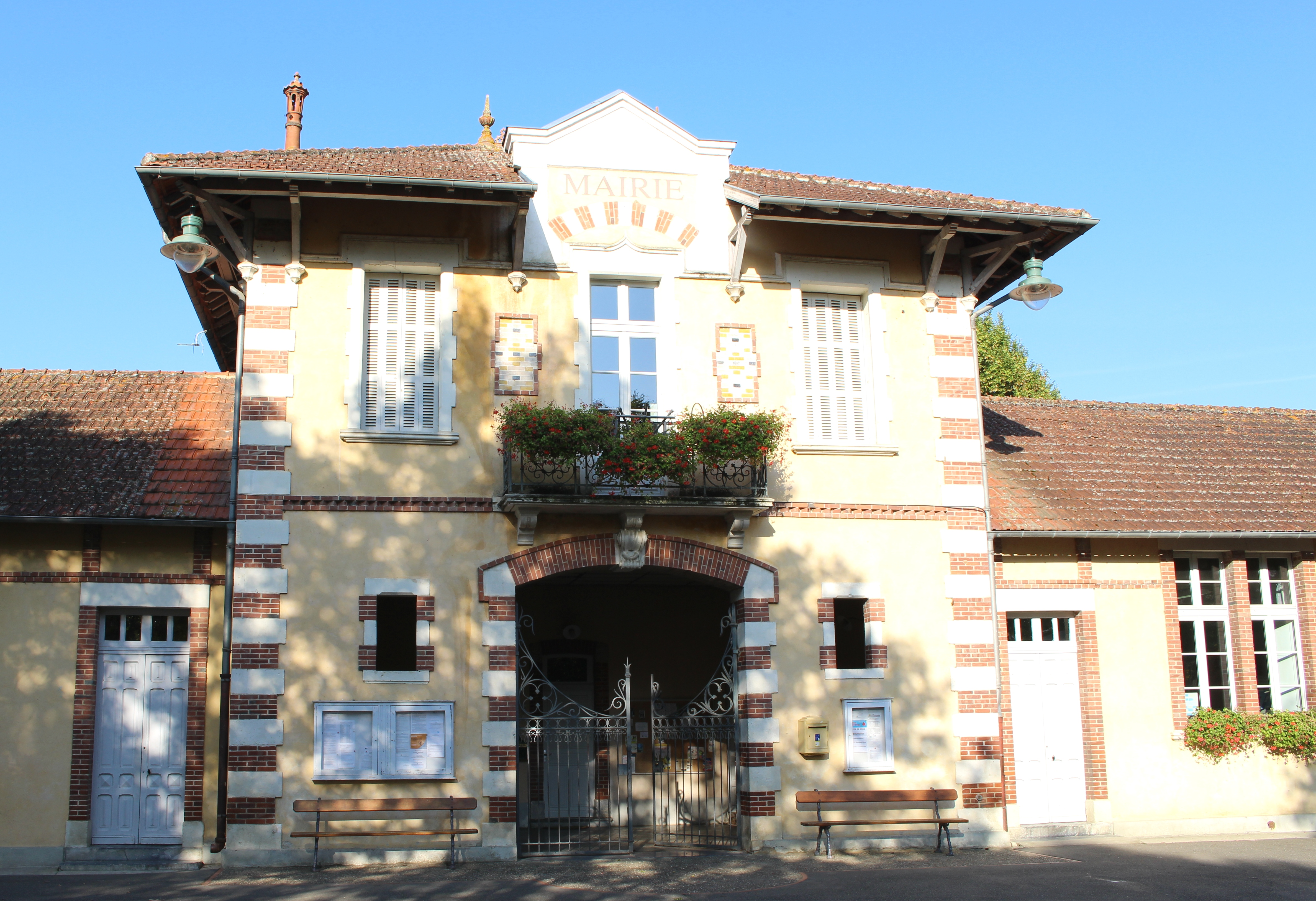
Bürgermeisteramt (Mairie)

Larreule liegt im Einzugsgebiet des Flusses Adour.
Der Échez, einer seiner Nebenflüsse, durchquert das Gebiet der Gemeinde zusammen mit seinem Nebenfluss, dem Lis. Außerdem bewässert der Ruisseau de Layza, ein Nebenfluss des Louet, das Gemeindegebiet zusammen mit seinen Nebenflüssen,
- dem Ruisseau de Coumanère und seinem Nebenfluss,
  - dem Ruisseau de Bordeu, und
- dem Ruisseau de Lagelette.[2]

## Geschichte
Im Jahre 1009 wurde das Benediktinerkloster Saint-Orens an einem Jakobsweg errichtet. Das Kopialbuch des Klosters benennt als Gründer den Vicomte von Montaner Odon-Dat. Zahlreiche Schenkungen machten sie im elften und zwölften Jahrhundert wohlhabend, so dass sie zu Beginn des 13. Jahrhunderts über ein beachtliches Landgut verfügte. In der Mitte desselben Jahrhunderts gründeten die Benediktiner die Bastide von Larreule südlich am Fuß des Klosters zur gleichen Zeit wie die von Uzan und Mazerolles. Dies konzentrierte die weit gestreute Bevölkerung und ermöglichte ihr einen Schutz. Im Jahre 1385 zählte Larreule 32 Haushalte, 1549 immer noch 31 Haushalte. Das Kloster wurde in den Hugenottenkriegen im Jahre 1569 von protestantischen Truppen unter Führung von Gabriel de Lorges, Graf von Montgomery, zerstört und wurde 1740 von den Mönchen aufgegeben. Zu Beginn des 19. Jahrhunderts wurden die klösterlichen Gebäude abgerissen und Teile an amerikanische Museen vergeben. Die Klosterkirche ist heute die Pfarrkirche der Gemeinde.

## Toponymie
Der okzitanische Name der Gemeinde heißt La Reula. Er stammt vom gascognischen reula und lateinischen regula (deutsch Regel (eines Klosters)).
Der Spitzname der Bewohner Gemeinde lautet Los monges (deutsch die Mönche).
Toponyme und Erwähnungen von Larreule waren:
- La Reula (12. Jahrhundert und gegen 1200–1230, Kopialbücher der Grafschaft Bigorre),
- dompnem Ezium Regulensem abbatem (1152, Kopialbücher der Grafschaft Bigorre),
- de la Reula (1256, Archiv der französischen Krone, genannt Trésor des Chartes),
- La Reule (1285, Volkszählung des Adels im Bigorre),
- De arcioto ville Reule und De questis ville de Reula (1300, Erhebung im Bigorre),
- De Reula (1313, Steuerliste Debita regi Navarre),
- De Reula (1342 und 1379, Kirchenregister von Tarbes bzw. Prokuration Tarbes),
- La Reula (1429, Zensusliste des Bigorre),
- la Reole (1614, Guillaume Mauran),
- la Reule (1750, Karte von Cassini),
- Église parroissiale Saint-Orens de Lareule et Parrabère (1781, Kirchenregister),
- Larreule et Parabère (1789, Cahiers de Doléances),
- Larreüle (1790, Département 1),
- Larreulle (1793, Notice Communale),
- Larreule (1801, Bulletin des lois).[7][8][9]

## Einwohnerentwicklung
Nach Beginn der Aufzeichnungen stieg die Einwohnerzahl bis zur ersten Hälfte des 19. Jahrhunderts auf einen Höchststand von rund 810. In der Folgezeit sank die Größe der Gemeinde bei kurzen Erholungsphasen bis den 1980er Jahren auf einen Tiefststand von rund 355 Einwohnern, bevor eine Wachstumsphase einsetzte, die in jüngster Zeit wieder stagniert.
| Jahr      | 1962 | 1968 | 1975 | 1982 | 1990 | 1999 | 2006 | 2011 | 2022 |
| --------- | ---- | ---- | ---- | ---- | ---- | ---- | ---- | ---- | ---- |
| Einwohner | 406  | 402  | 385  | 354  | 371  | 381  | 390  | 437  | 382  |

## Sehenswürdigkeiten

### Pfarrkirche Saint-Orens
Die ehemalige Klosterkirche ist seit dem 26. August 1994 als Monument historique eingeschrieben. Ein besonderes Kennzeichen ist ihr befestigter polygonaler Glockenturm mit seiner Höhe von ungefähr 20 Metern. In seinem Erdgeschoss gibt es sieben romanische Kapitelle aus dem 12. Jahrhundert, die zum ehemaligen Kapitelsaal des Klosters gehören können. Die früheren gotischen Kapitelle sind hingegen weit verstreut. Eines befindet sich in der Kirche unterhalb des Weihwasserbeckens, eines im Querschiff, weitere im Museum Massey in Tarbes, in New York City und in Cleveland.

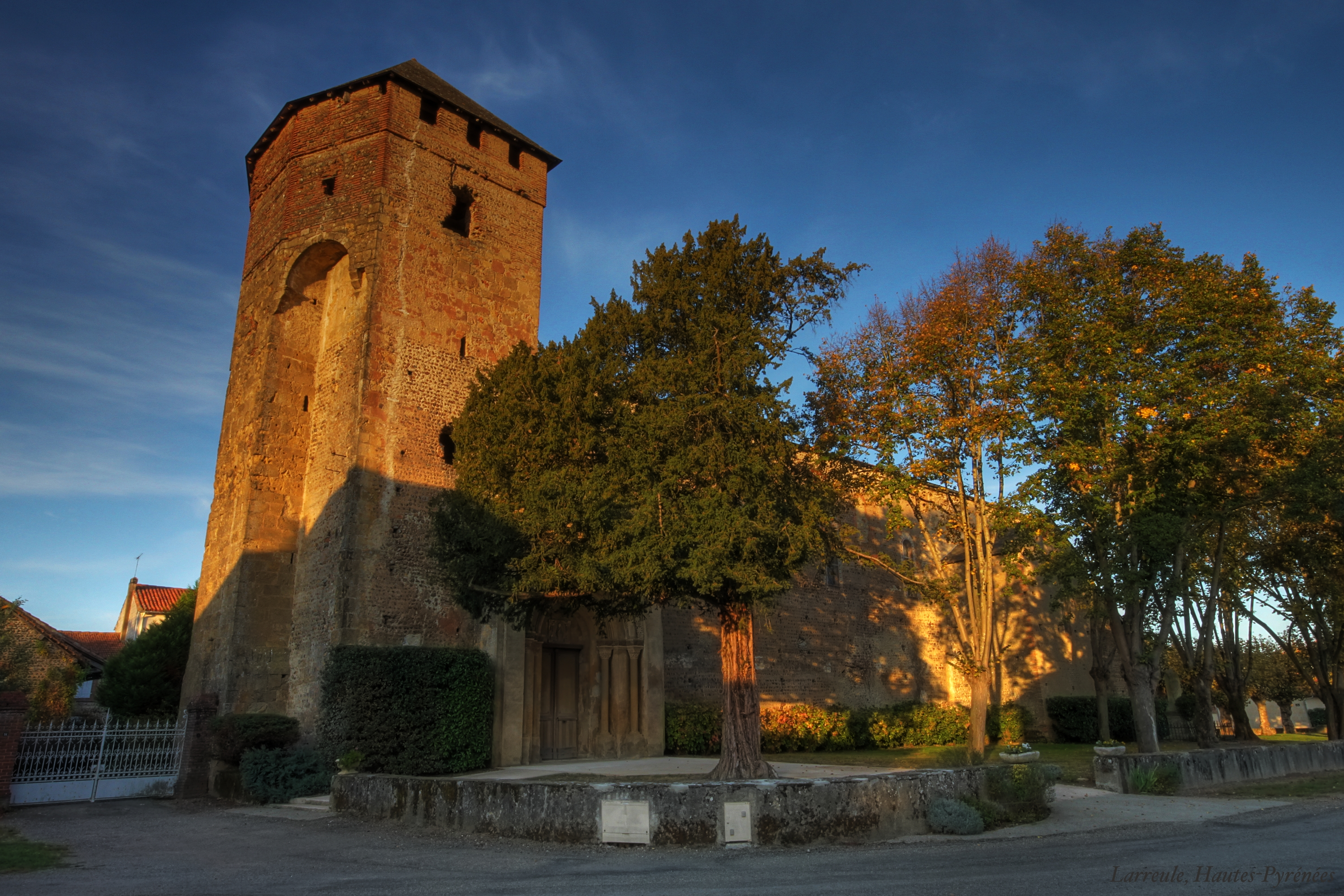
Pfarrkirche Saint-Orens
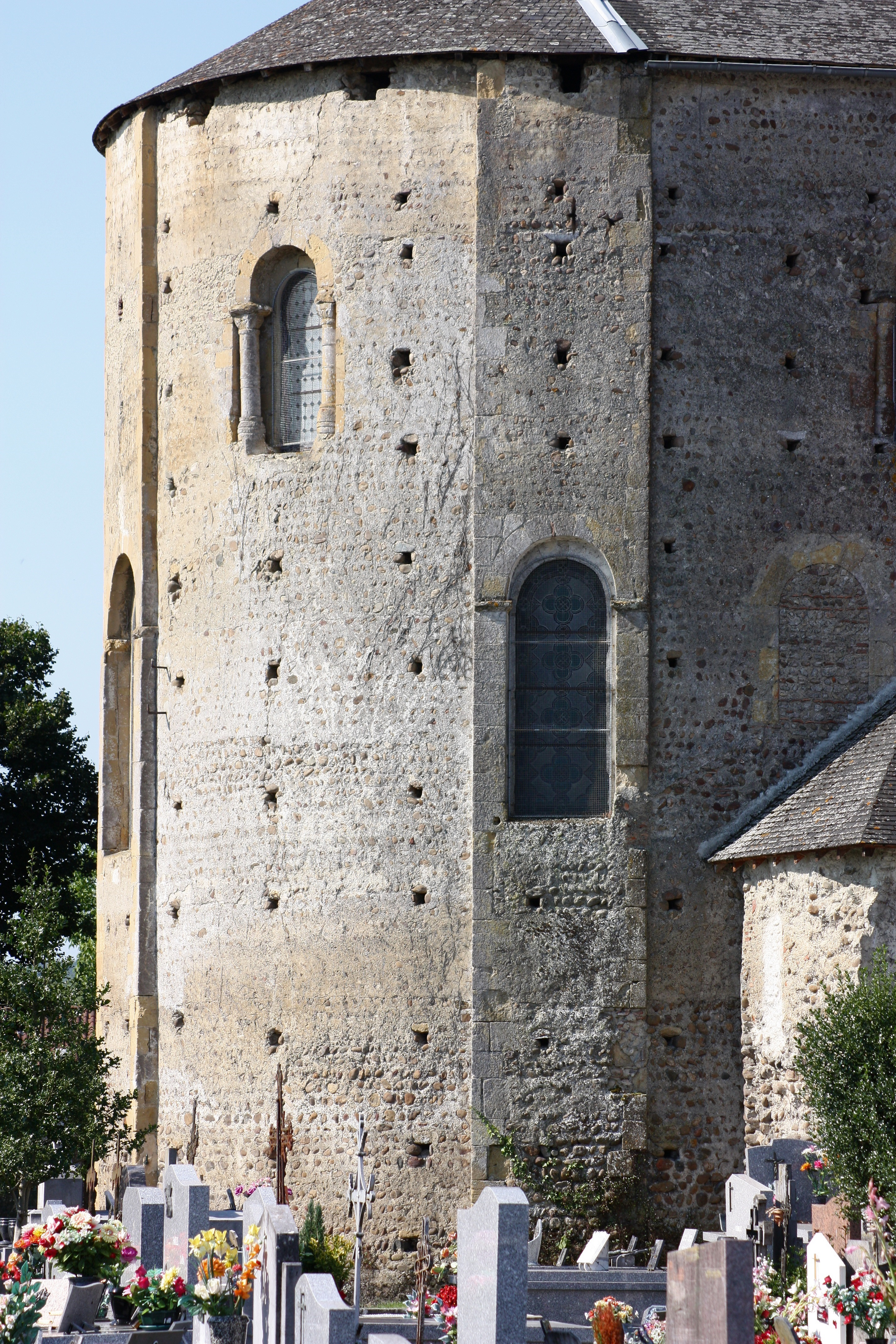
Apsis
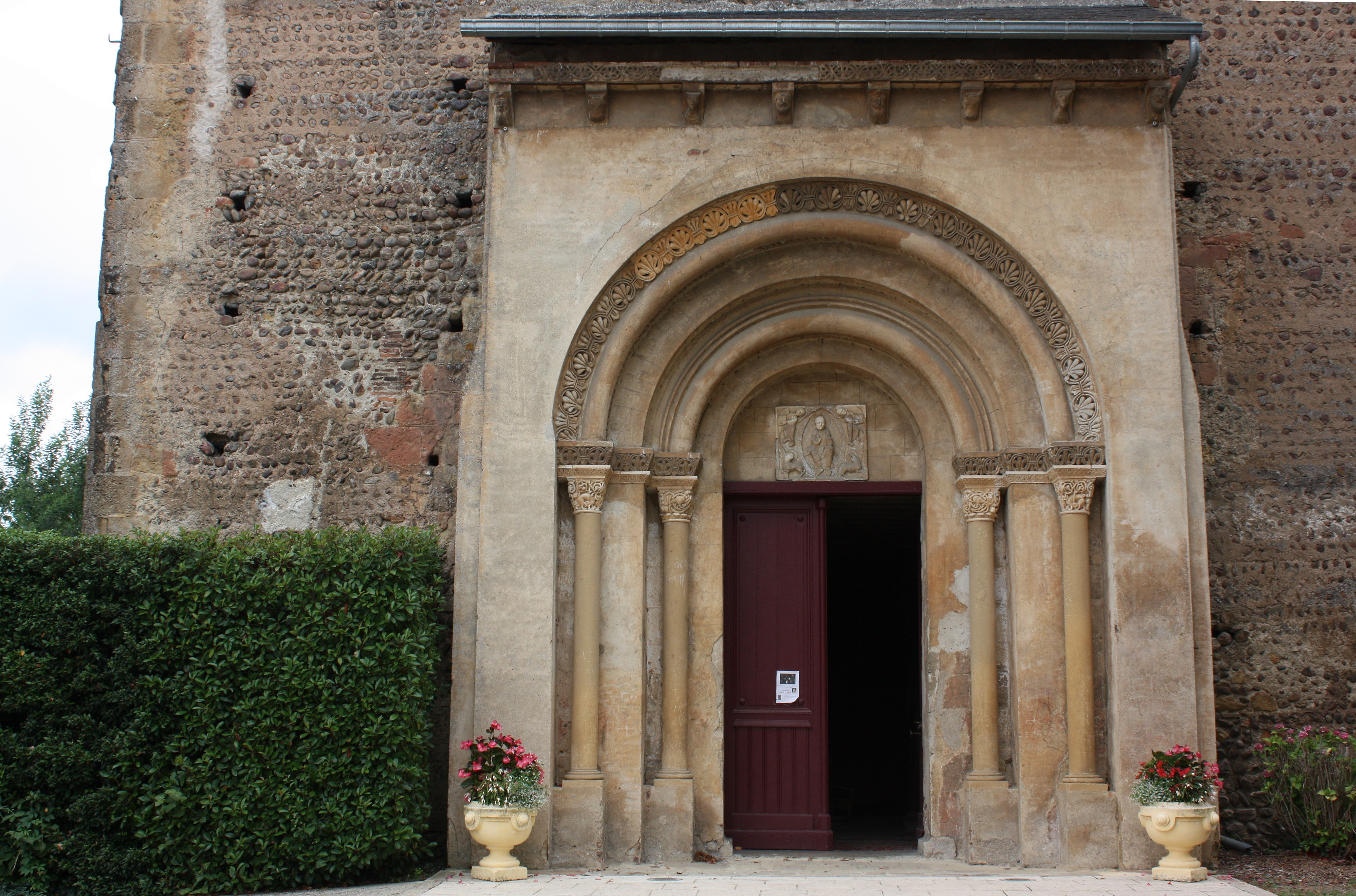
Eingangsportal
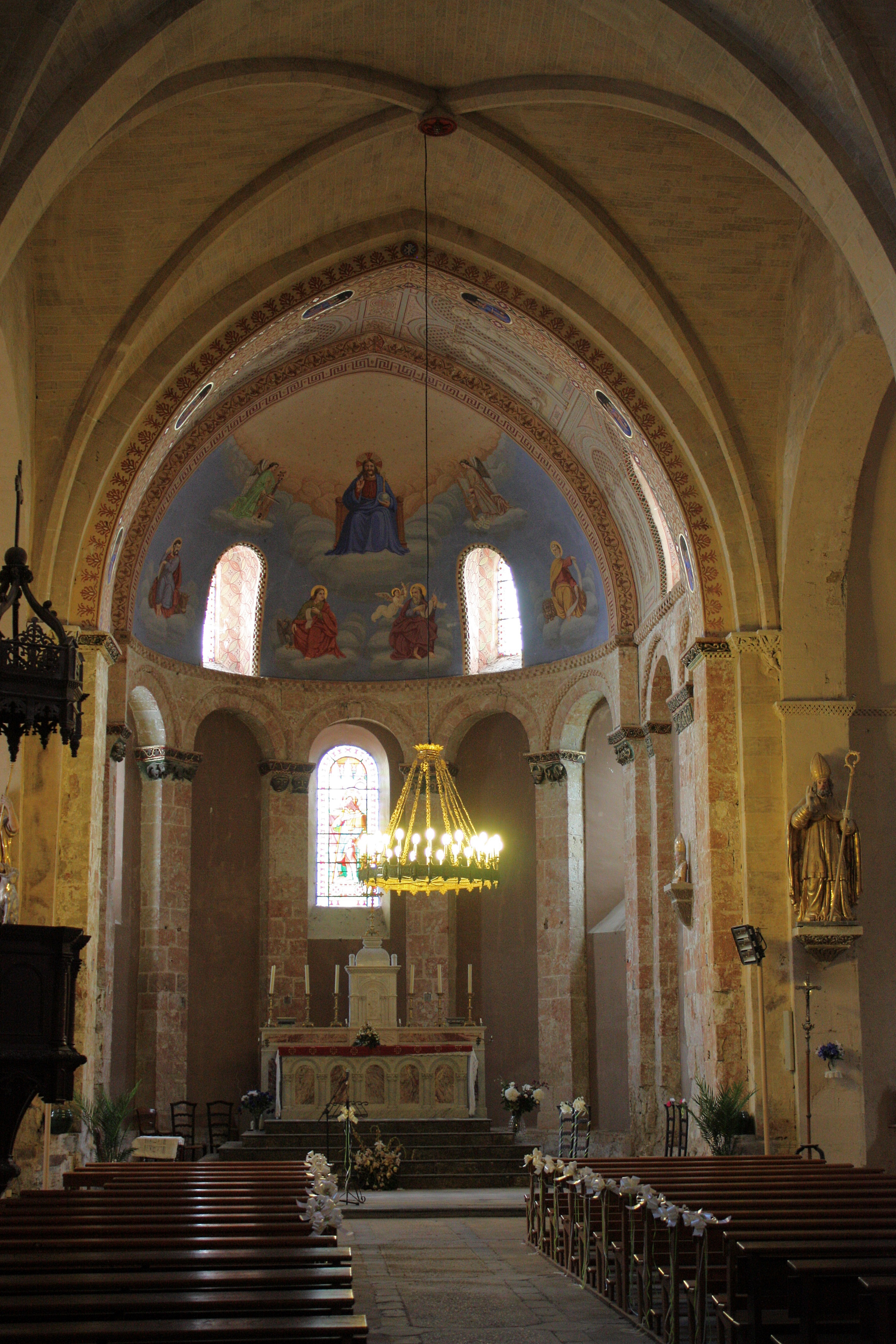
Blick auf den Chor
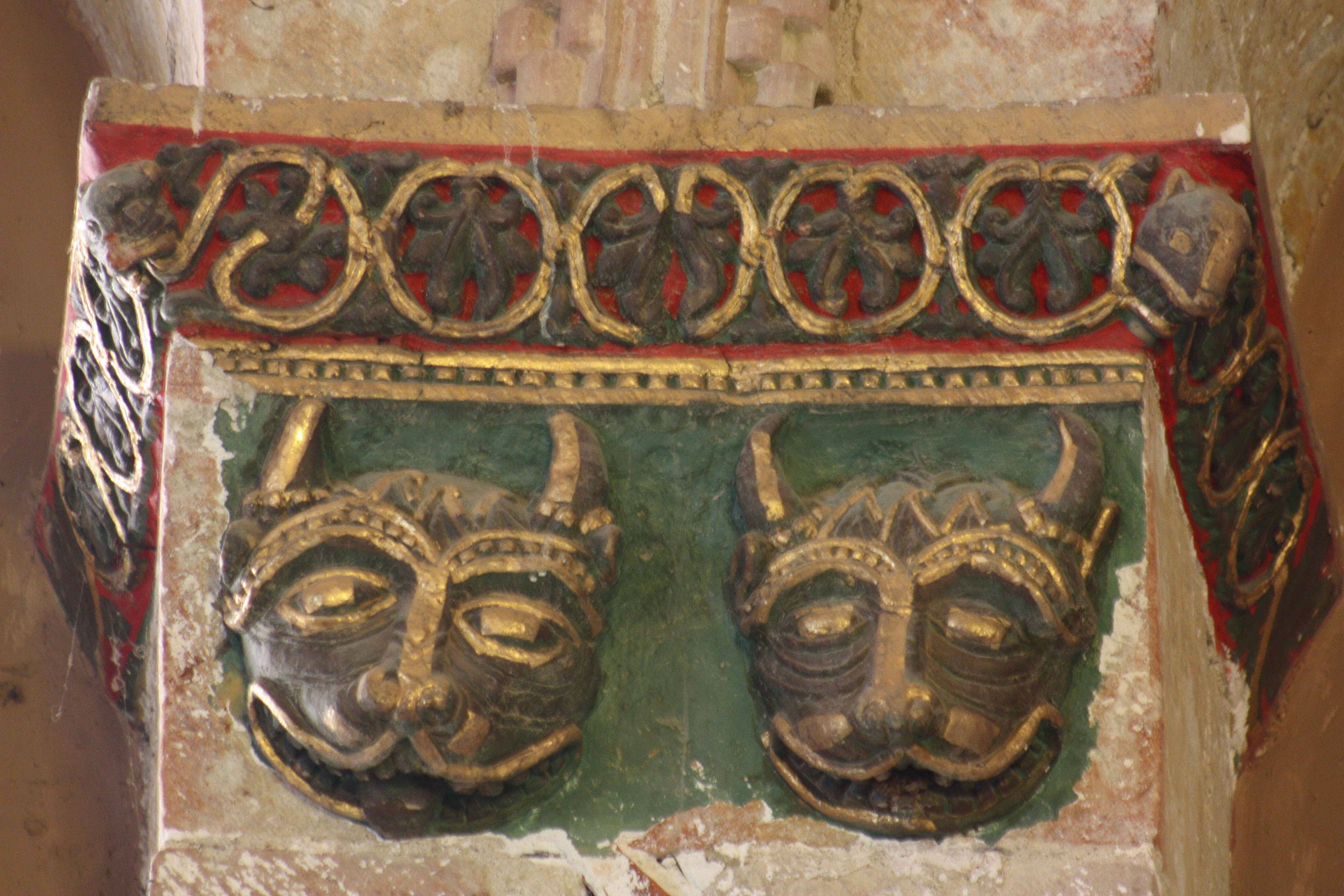
Kapitell
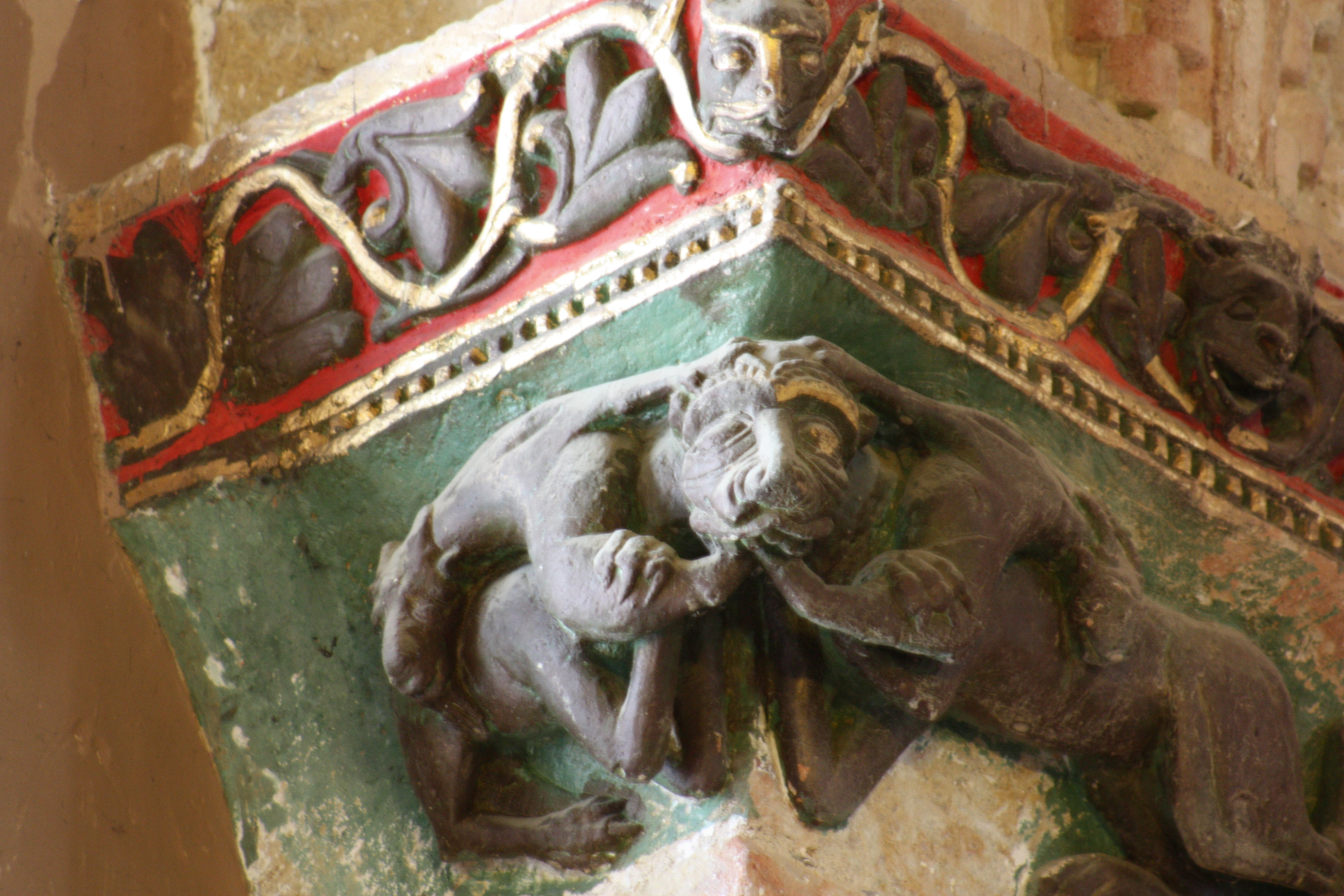
Kapitell
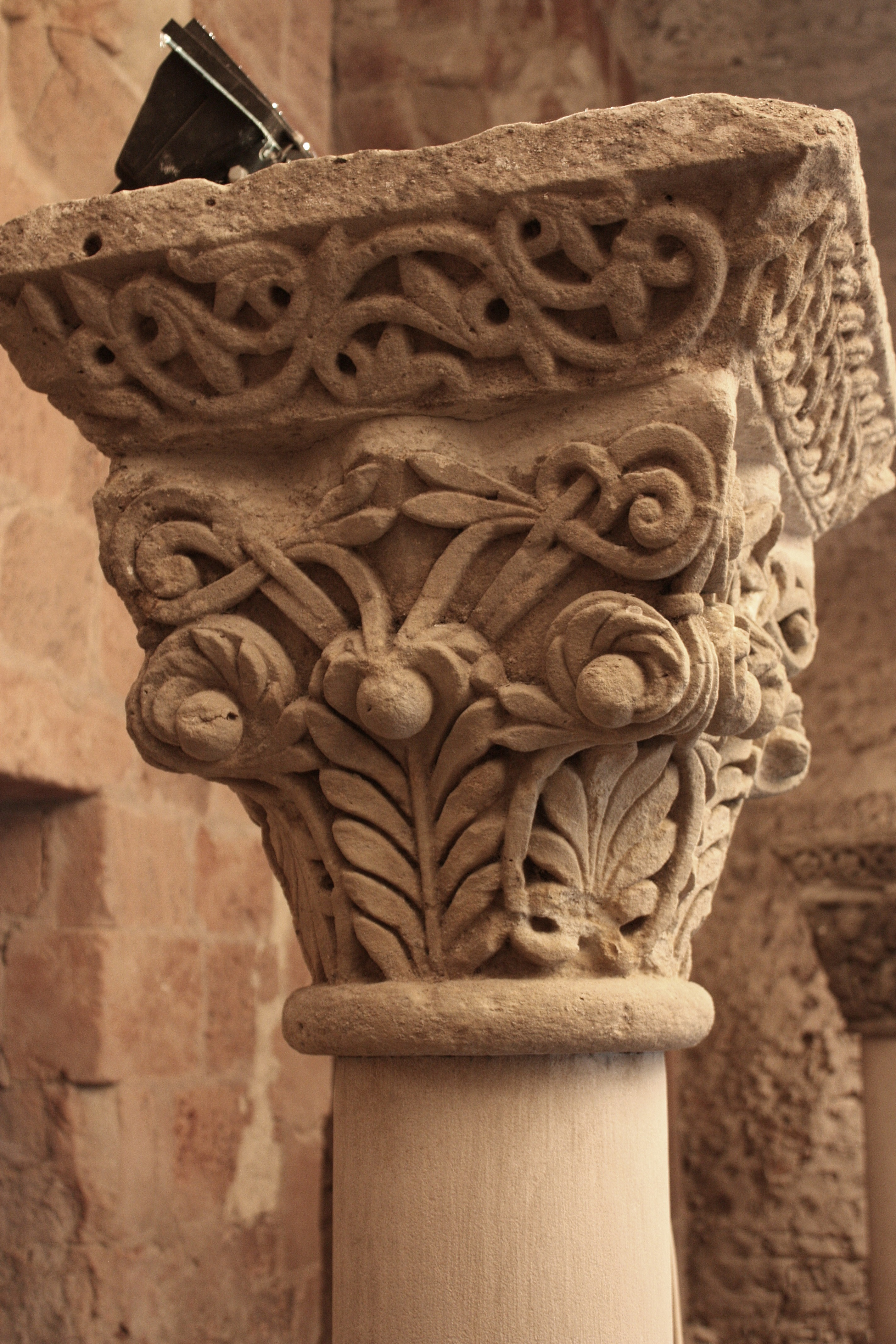
Kapitell

### Schlossruine Parabère
Das Schloss Parabère war im Besitz der Familie Baudéan-Parabère, die sich in den Kriegen des 16. Jahrhunderts auszeichneten. Sie verließen es im 18. Jahrhundert, um an den Hof in Versailles zu gehen. Die heutigen Überreste bezeugen zahlreiche Umarbeiten und scheinen nicht älter als aus dem 15. Jahrhundert zu stammen.

### Quelle Saint-Esselin
Sie befindet sich an der Straße nach Monségur, dem ehemaligen Jakobsweg. Der Legende nach befand sich der heilige Esselin, Bischof von Sutri, auf einer Pilgerreise. Um den durstigen Pilgern und Tieren Wasser zu spenden, rammte er seinen Stab in den Boden und bewirkte, dass plötzlich eine Quelle zu sprudeln begann. Wenig später verstarb er in Larreule und wurde im Kloster beigesetzt. Dem Quellwasser werden heilende Wirkungen bei Haut- und Augenkrankheiten zugeschrieben.

## Wirtschaft und Infrastruktur
Larreule liegt in den Zonen AOC der Schweinerasse Porc noir de Bigorre und des Schinkens Jambon noir de Bigorre.

### Sport und Freizeit
Der GR 101, ein Fernwanderweg von Maubourguet zum Col de Saucède, führt auch durch das Gebiet der Gemeinde.

### Bildung
Die Gemeinde verfügt über eine öffentliche Grundschule mit 42 Schülerinnen und Schülern im Schuljahr 2019/2020.

### Verkehr
Larreule ist erreichbar über die Routes départementales 4 (Pyrénées-Atlantiques: 148), 7, 907 und 935, der ehemaligen Route nationale 135.

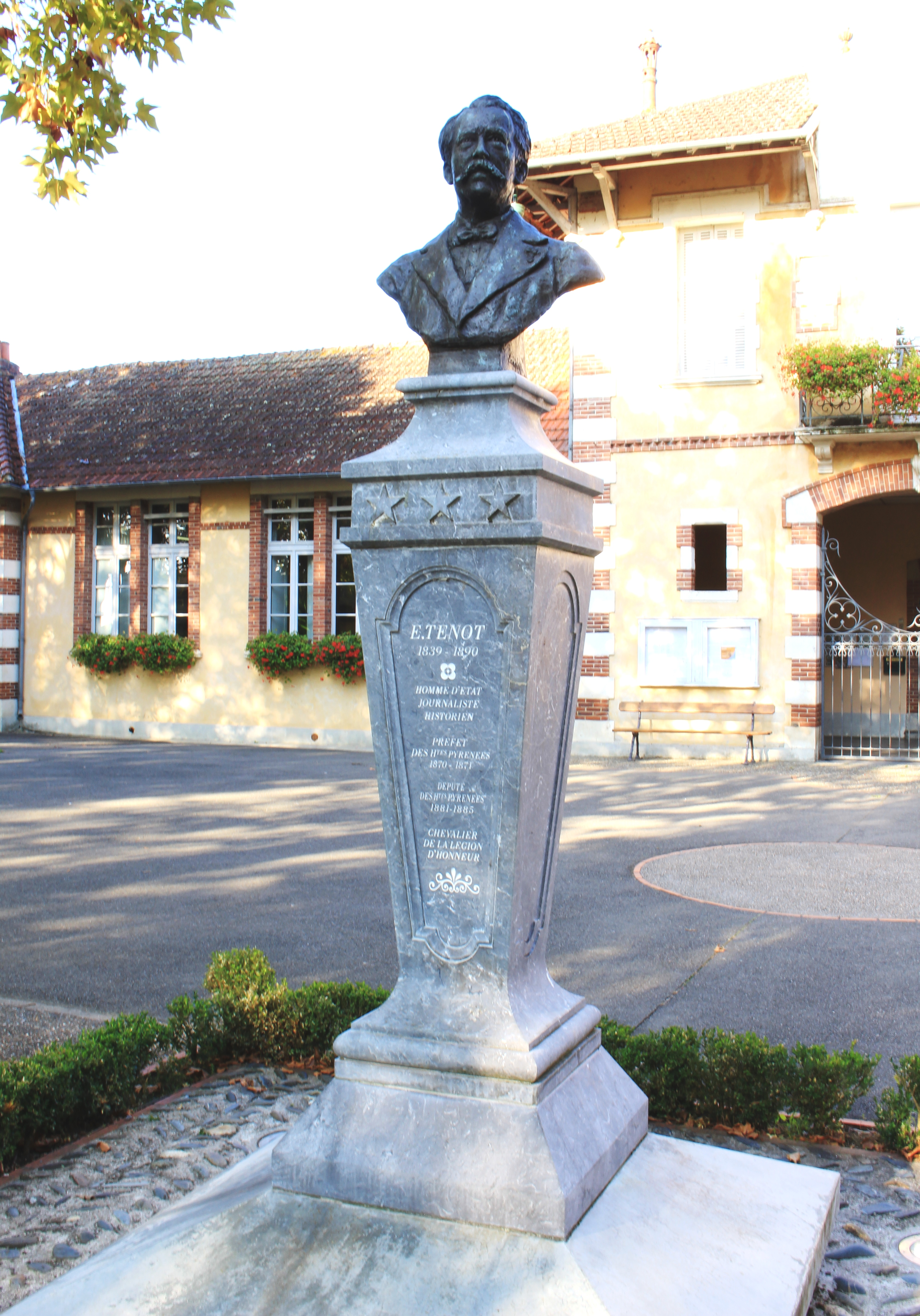
Statue von Eugène Ténot

## Persönlichkeiten
- Eugène Ténot, geboren am 2. Mai 1839 in Larreule, gestorben am 10. Januar 1890 in Bordeaux, war Journalist und französischer Politiker. Vom 5. September 1870 bis zum 8. März 1871 war er Präfekt des Départements, vom 21. August 1881 bis zum 14. Oktober 1885 Abgeordneter des Départements in der Nationalversammlung.[4][15][16]

- Gustave Bascle de Lagrèze, geboren am 23. April 1811 in Pau, gestorben am 11. November 1891, war Jurist, Historiker und französischer Politiker. Er war unter anderem Präsident des Schwurgerichts des Départements und Autor der Histoire religieuse de la Bigorre.[4][17]

- Gorges Sensever (1885–1913), Pilot